# フランチェスコ・フェルナンディ
フランチェスコ・フェルナンディ（Francesco Fernandi、1679年 - 1740年11月4日）は、イタリアの画家である。有力な枢機卿のジュゼッペ・レナト・インペリアーリがパトロンであったことから、「インペリアーリ(Imperiali)」の別名でも知られている。

## 略歴
ミラノで生まれ、ミラノの画家、カルロ・ドネリ（Carlo Donelli: 1661-1715）の弟子になった。その後イタリア各地で修行し、しばらくパレルモにも滞在した。1705年からローマで働き、 枢機卿ジュゼッペ・レナト・インペリアーリ（Giuseppe Renato Imperiali: 1651-1737）の支援を受けるようになった。
パトロンの枢機卿からの注文でローマのサン・グレゴリオ・アル・チェリオ教会(Chiesa di San Gregorio al Celio)やヴィテルボ大聖堂(Duomo di Viterbo)、サンテウスタキオ教会(Basilica di Sant'Eustachio)などの宗教画を描いた。ラツィオ州ヴェトラッラの教会の聖母子像やウンブリア州グッビオのサンフランチェスコ教会(Chiesa di San Francesco)の祭壇画も描いた。18世紀末に『イタリア絵画史』を執筆したルイジ・ランツィはサンテウスタキオ教会のフランチェスコ・フェルナンディの作品にも言及している。
カルロ・マラッタ（1625-1713）の工房でも働き、祭壇画の技術を学んだが、神話を題材にした作品や、風景画も描いた。マルコ・ベネフィアール（Marco Benefial: 1684-1764) やポンペオ・バトーニ（1708-1787）といった画家に影響を与えた。
国外からの注文も多く受け、スペイン王室やバイエルン選帝侯クレメンス・アウグストから注文を受け、サヴォイア家からの注文でトリノの王宮の装飾画も描いた。イギリス貴族たちとも密接な関係があり、彼らの美術品購入の窓口にもなった。アラン・ラムゼー（1713-1784）や ウィリアム・ホーア（c.1707-1792）といったイギリスからローマに修行に来た画家たちも教えた 。
1740年にローマで亡くなった。

## 作品

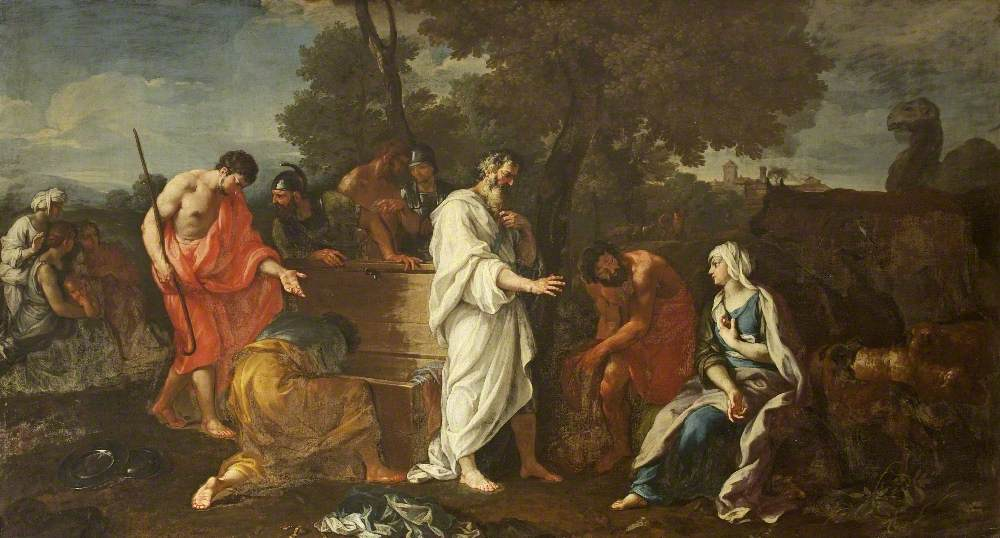
"Rachel sitting on the Household Gods of Laban" (c.1720) ナショナル・トラスト
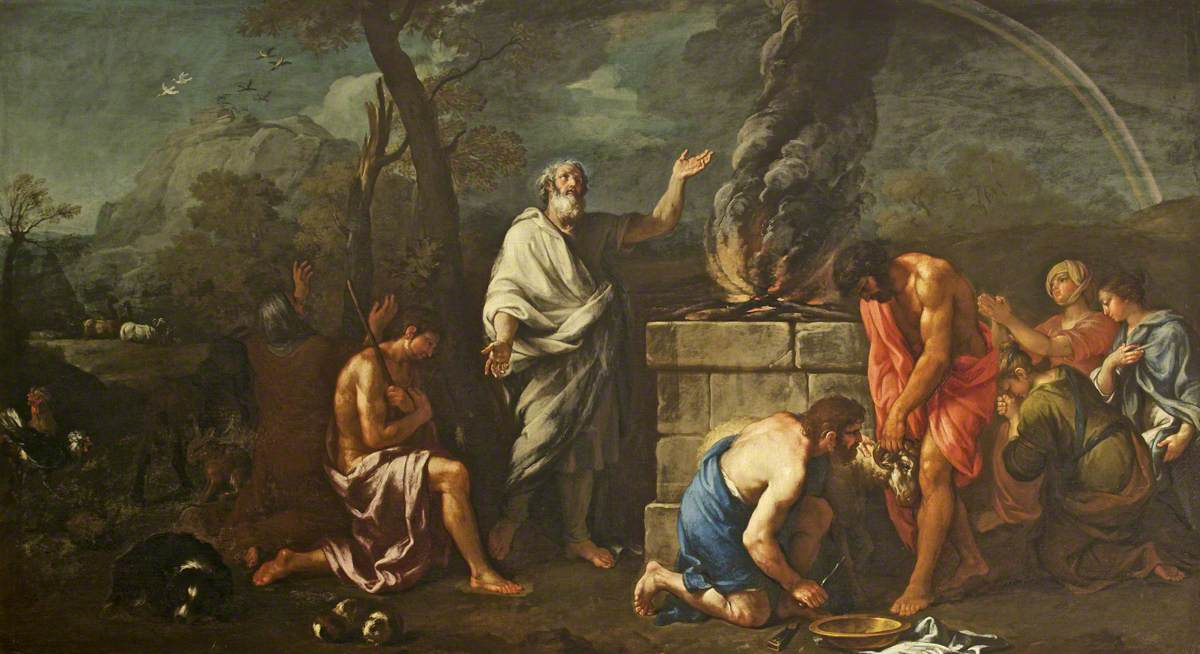
ノアの生贄 (c.1720) ナショナル・トラスト